# キティラ島
キティラ島 （キティラとう、ギリシア語: Κύθηρα [ˈciθira]/ Kythira）は、ギリシャ・ペロポネソス半島の南に所在する地中海の島。歴史的な経緯からイオニア諸島のひとつに数えられるが、現在は行政上アッティカ地方に含まれる。
エーゲ海の出入口に位置するこの島は、古来より交通の要衝でもあった。ギリシア神話におけるアプロディーテーゆかりの地であり、今日では観光が主産業である。

## 名称
古典ギリシア語では「キュテーラ島」（Kythēra）と呼ばれる。英語ではCythera [kɪˈθiːrə, ˈkɪθɪrə]、フランス語では Cythère（シテール島）が用いられる。このほか、ラテン文字では Kythira, Kythera など、さまざまな綴りが用いられてきた。カナ表記では「キティラ」のほか「キシラ」「キテラ」「キチラ」なども用いられる。
中世から近世にかけて、ヴェネツィア共和国の統治下にあった時代には、イタリア語で Cerigo（チェリーゴ島）と呼ばれ、「セリゴ」などの転記も行われる。

## 地理

### 位置・広がり
キティラ島はペロポネソス半島の南に位置し、エーゲ海（クレタ海）の「出口」にあたる島の一つである。古代から戦略上の要衝であり、商人が行き交う交易の拠点でもあった。島の面積は約280km2と、アッティカ地方所属の島では最大（ギリシャ全国では17位）の面積を持つが、人口は約3,400人であり、人口密度は低い。
島の北側はキティラ海峡を挟んで、北東にペロポネソス半島南東端のマレア岬、北にエラフォニソス島がある。キティラ海峡は地中海有数の難所とされており、エーゲ海西部からやってきた船には、この海域で強風に見舞われて難破したものが多くある。

### 地勢
島の周囲は切り立った岩の崖で、深い湾に囲まれる。多くの多様なビーチを抱えている。
また、アフリカプレートがエーゲ海プレートに沈み込むヘレニック弧 (Hellenic arc) に近いことから地震が多い。歴史上、この島とその周辺を震央とする多くの地震の記録が残されている。近年で最大の地震とされているのは1903年にミタタ村付近を中心に起こったもので、島の内外に人的・物的に甚大な被害をもたらした。21世紀に入ってからも、2004年10月5日と2006年1月8日に、マグニチュード5以上の地震に見舞われている。
- キティラ海峡
- アヴレモナス湾
- Firi Ammosの海岸

### 主要な集落
人口200人以上の集落には以下がある。
- ポタモス（Ποταμός : ポタモス地区） - 396人
- アギア・ペラギア（Αγία Πελαγία : ポタモス地区） - 281人
- キティラ（Κύθηρα : キティラ地区） - 267人

島の首邑（歴史的・行政的な中心地）キティラはホラ（Χώρα、「村」の意）とも呼ばれ、島の南端部に位置する。ホラにはヴェネツィア統治時代の城がある。島の最大の集落は北部の内陸にあるポタモスで人口は約400人。島には多くの村があるが、海に面したものは5つで、島の北端のプラティア・アモス、北東部のアギア・ペラギア、島の主要港が所在する東岸中央部のディアコフティ、東南部のアヴレモナス、ホラの南のカプサリである。
- キティラ（ホラ）
- カプサリ
- ディアコフティ

## 歴史

### 先史・古代
島にはミノア文明と同時期の、ヘラディック期 (Helladic period) にさかのぼる考古遺跡がある。この遺跡は、キティラ島の住民たちが遥かエジプトやメソポタミアと交易をしていた証拠とされている。
アルカイック期のはじめ、キュテーラ島（キティラ島）にはフェニキア人たちが植民都市を築いた。貝紫色の染料を生み出す巻貝は、この島で産出する。紀元前4世紀の軍人・著述家クセノポンは『ギリシア史（ヘレニカ）』の中でキティラ島にあったフェニキアの港（おそらく、島の東側にあるアヴレモナス湾）について言及している。
アヴレモナス湾のほとりのスカンデアからは、アルカイック期にさかのぼるギリシャの都市の遺跡が発掘されている。そのアクロポリスは現在パリカストロ（「古い砦」を意味する Palaeocastron が語源）と呼ばれ、フェニキアのアスタルテーの信仰と関連付けられるアプロディーテーの神殿がある。
古典期、キュテーラ島はいくつかのより大きな都市国家の領域の一部であった。紀元前6世紀の初め、スパルタはアルゴスからキュテーラ島を奪い、kυθηροδίκης（kytherodíkes、キュテーラ島の判事の意）による統治のもとに置いた。アテナイは、スパルタとの戦争によって3度この島を占領している。すなわち、紀元前456年、ペロポネソス戦争中の紀元前426年 - 紀元前410年、コリントス戦争中の紀元前393年 - 紀元前387年（もしくは紀元前386年）である。島はアテナイの交易拠点として、またラコニアに対する攻撃の基地として用いられた。アカイア同盟がスパルタを打ち破ったのちの紀元前196年には独自のコインを発行しており、キュテーラ島は独立していた。
アウグストゥスの時代、キュテーラ島は再びスパルタの所属となり、スパルタの有力者にしてローマ市民であったガイウス・ユリウス・エウリクレス (Gaius Julius Eurycles) の資産となった。この頃にはギリシアの諸都市は事実上ローマ帝国に属し、キュテーラ島も同様であった。
キリスト教は西暦4世紀、コンスタンティヌス帝の治世に伝わった。島の伝承によれば、ラコニアから渡ってきた聖エレッサが島の人々をキリスト教に改宗させたという。

### 中世

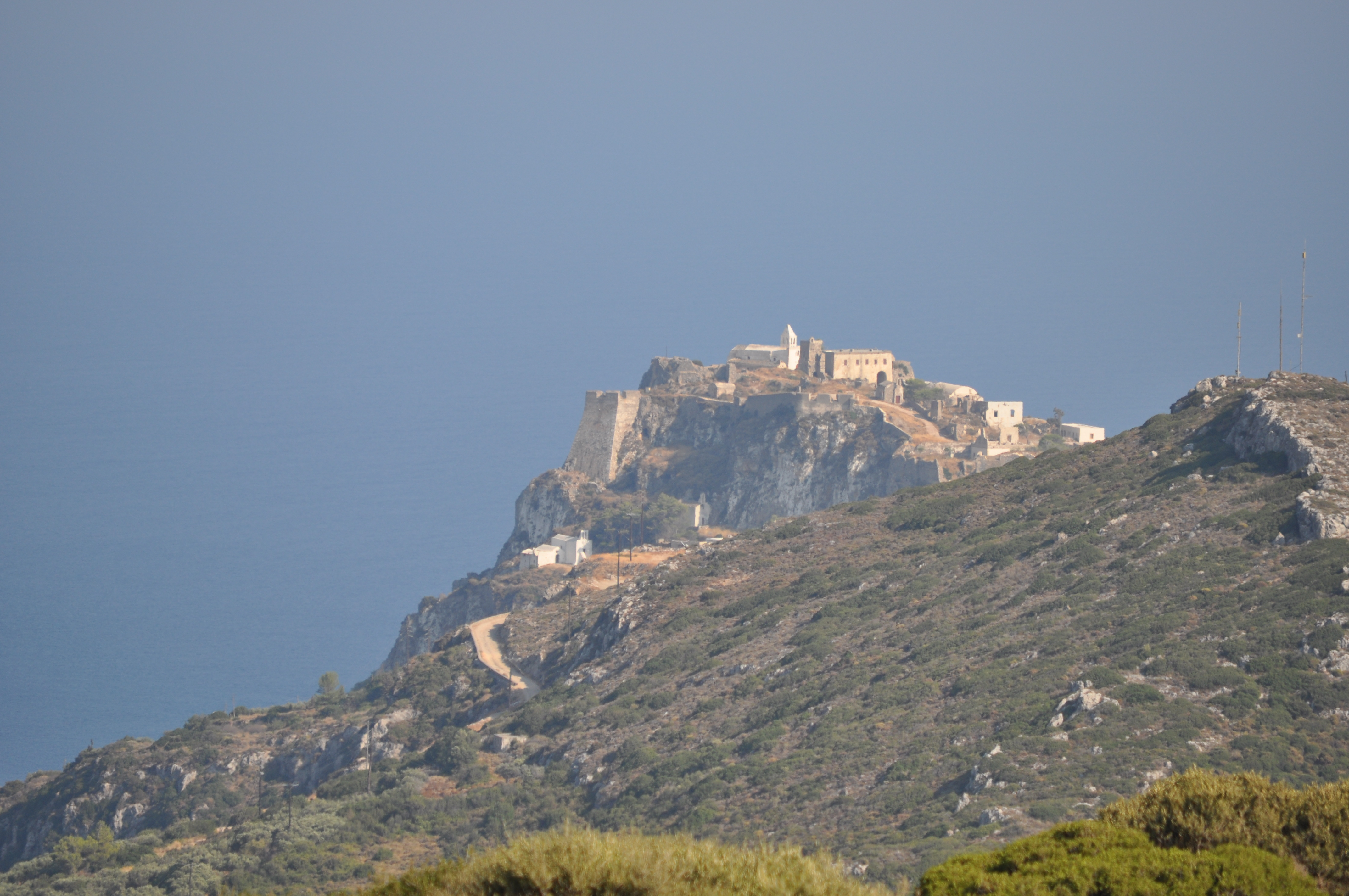
キティラ（ホラ）にあるヴェネツィア時代の城砦

ローマ帝国の支配下に入ったキティラ島は、ローマ帝国とその後継者である東ローマ帝国によって数世紀にわたって統治されることになるが、この数世紀間の島について言及する文献は存在しない。7世紀の終わり、東ローマ帝国が弱体化すると、本土を占領したスラブ人や、海からのアラブ人たちの双方による侵略に晒されることになった。考古学的な証拠からは、島が西暦700年頃に放棄されたことが示唆されている。
962年、東ローマ帝国がクレタ島を回復すると、聖テオドールはキティラ島への再移住を指導するが、このときキティラ島に住んでいたのは一群の流れ者の猟師たちだけであった。聖テオドールはパリオホラに大きな修道院を設立し、その周辺に町が生まれた。住民の多くはラコニアから移り住んだ。
東ローマ帝国が第四次十字軍によって滅ぼされると、ヴェネツィア共和国はギリシャの島々をその分け前として得た。キティラ島もその一つであった。ヴェネツィア人たちは、コンスタンティノープルへの交易路を保護するために、キティラ島とアンティキティラ島の間で哨戒にあたっていた。その後、東ローマ帝国によるギリシャ再征服や、トルコの中東における存在に対抗するため、ヴェネツィアが支配をつづけた島の一つであった。
この島の言い伝えでは、オスマン帝国の提督バルバロス・ハイレッディンがパリオホラを破壊し、略奪したとされる。これは島の伝承のみが伝えることであるが、実際に多くの修道院が海賊による破壊を避けるため、岩の多い山腹に埋め込まれるように建てられている。

### 近代

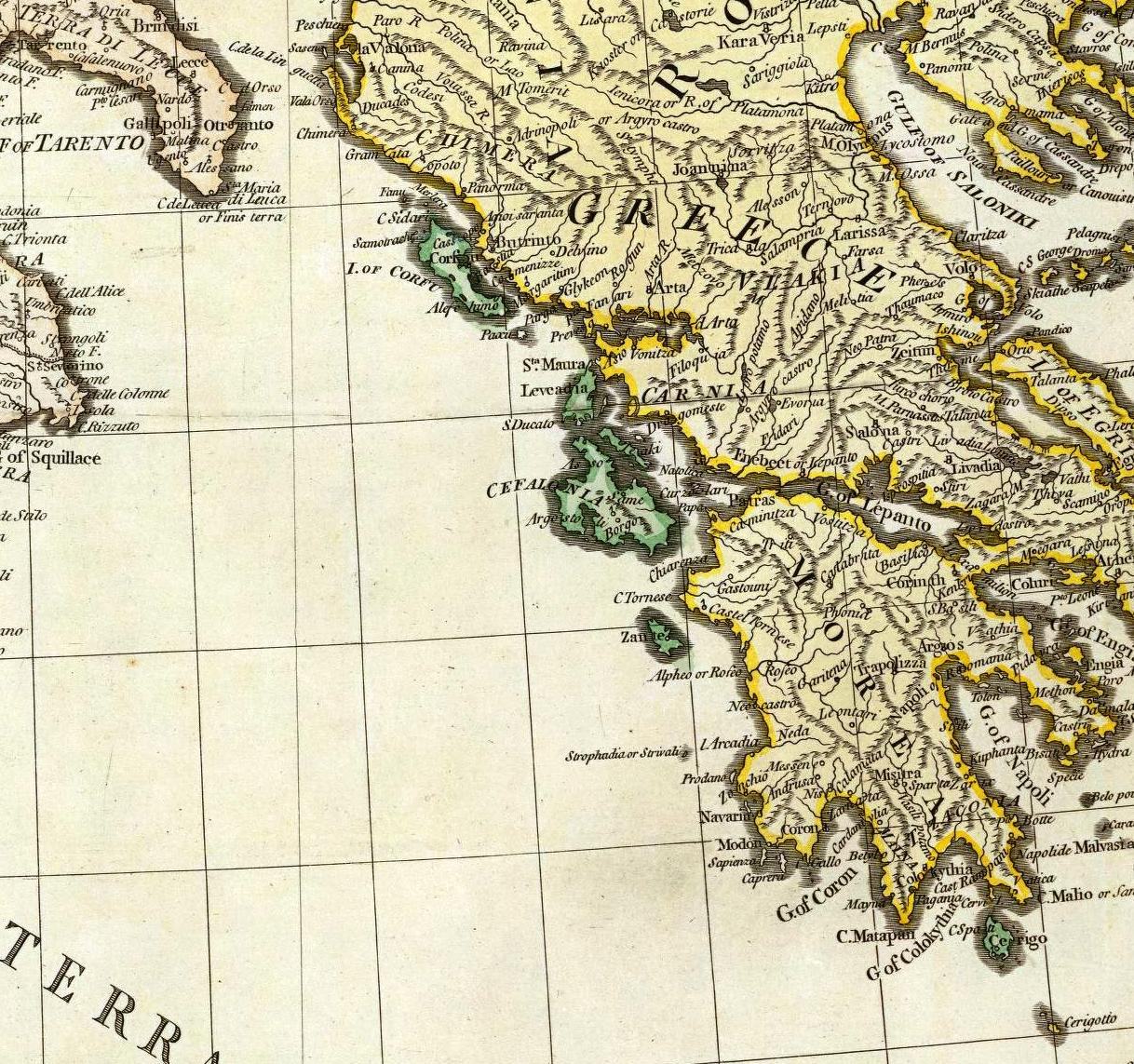
1785年の地図。緑で塗られた島々はヴェネツィア領。キティラ島は「イオニア諸島」の一部として近代史を歩むことになる。

1797年、ナポレオンはヴェネツィア共和国に終止符を打ち、ヴェネツィアの支配下にあった島々はフランス領イオニア諸島に組み込まれた。キティラ島は古代にはキクラデス諸島の一つとして数えられていたが、このとき以後、キティラ島はほかのイオニア諸島の島々とともに、激動のナポレオン時代において運命を共にすることとなった。
1799年、イオニア諸島はロシアによって占領され、イオニア七島連邦国が設立された。1807年にフランスがイオニア諸島を奪回するが、1809年からイギリス軍がイオニア諸島の占領をおこなった（キティラ島も1809年にイギリスによって占領された）。イギリスの保護領として1815年にイオニア諸島合衆国が樹立され、高等弁務官による統治を受けた。
1862年、イギリス皇太子エドワード（のちのエドワード7世）の義弟にあたるデンマーク王子ヴィルヘルムがギリシャ国王に推戴されゲオルギオス1世として即位すると、1864年にキティラ島を含むイオニア諸島はイギリスからギリシャ王国に譲渡された。

## 社会

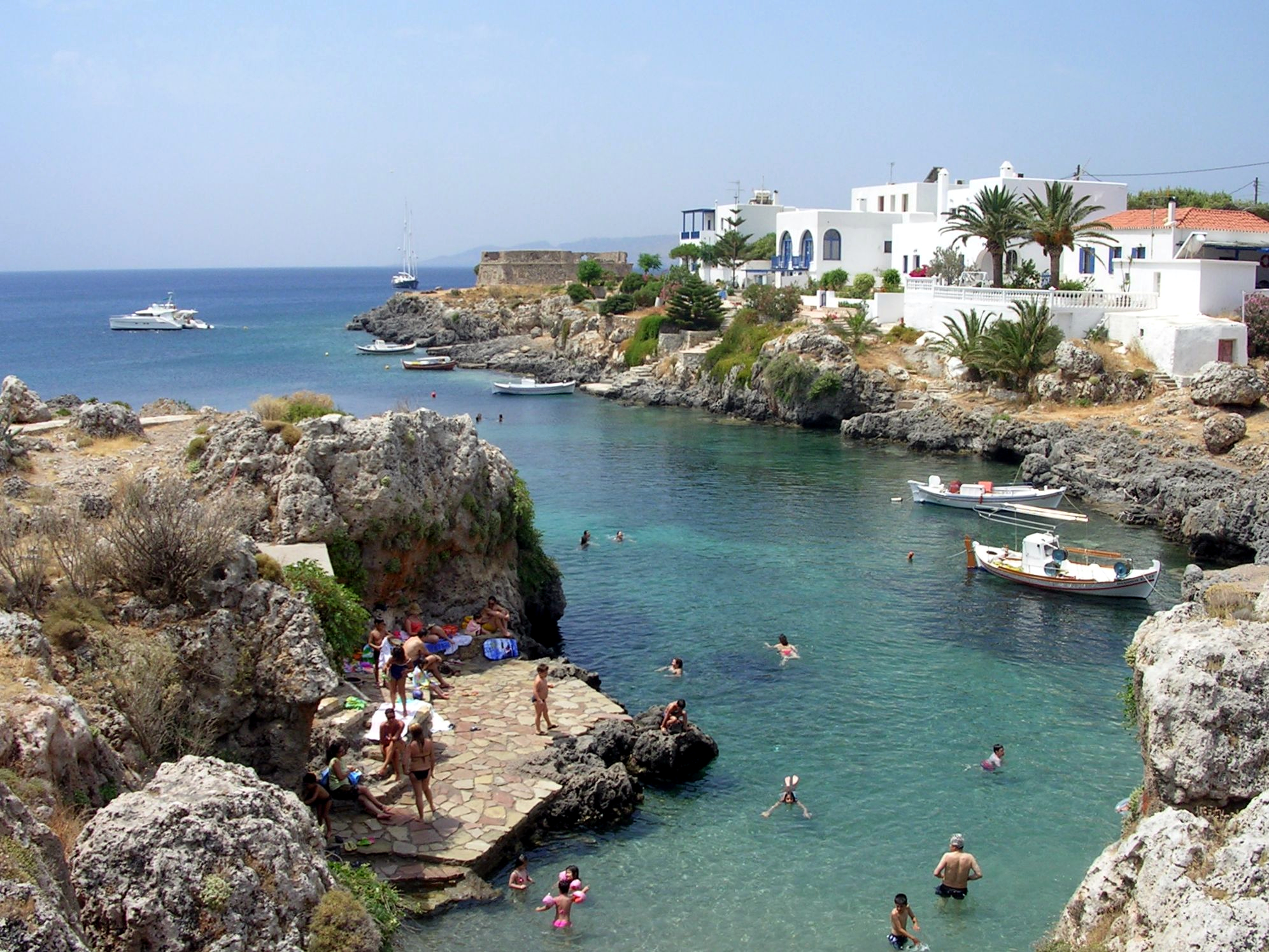
アヴレモナス湾の小さな港

### 経済・産業
島の最大の産業は観光である。キティラ島はギリシャの有力観光地というわけではないが、島の経済における観光業の比重は20世紀後半以降高くなり、島の収入の大部分は観光によって得られている。観光シーズンは、ギリシャの祝日である5月下旬の聖神降臨祭から9月半ばまでである。この間、とくに8月には、観光客と帰省客によって島の人口は3倍にもふくれあがる。
観光業の拡大によって、島では商業施設（ホテル、店舗やその他の観光客向け施設）だけではなく、別荘の建設が盛んになった。顕著な例はアギア・ペラギアとリヴァディで見られ、1990年代初頭から村の規模は大きく成長した。
このほかの村の産業としては、タイム・ハニー（ハーブのタイムで生産される蜂蜜）の生産がある。キティラ島のタイム・ハニーはギリシャ国内では有名である。このほか、野菜・果物の小規模な農業や畜産業がおこなわれているが、これら地元での消費に特化している。

### 人口
他のエーゲ海の小さな島々と同様に、キティラ島の人口は減少している。1864年に約14,5000人を数えたのが島の人口のピークで、以後は移民の流出によって減少した。20世紀前半、人口の多くは国内（ギリシャ本土の主要都市）や国外（オーストラリア、アメリカ合衆国、ドイツ）へと移住していった。
21世紀初頭の島の人口は約3,400人であるが、近代に世界各地へ散ったキティラ島出身のディアスポラの子孫は、オーストラリアだけでも6万人を数える。

## 行政区画

### 自治体（ディモス）
キティラ市（Δήμος Κυθήρων）は、アッティカ地方諸島県に属する基礎自治体（ディモス）である。キティラ島とアンティキティラ島、周辺の小島嶼からなり、アッティカ地方所属の自治体では最も南に位置する。
カリクラティス改革（2011年1月施行）以前、キティラ市はキティラ島と周辺の小島嶼からなり、ピレアス県に所属していた。改革に伴ってキティラ市とアンディキティラ村が合併し、アンディキティラ島が市域に加わった。旧自治体は、新自治体を構成する行政区（ディモティキ・エノティタ）となっている。
下表の番号は、下に掲げた「旧自治体」地図の番号に相当する。下表の「旧自治体名」欄は、無印がディモス（市）、※印がキノティタ（村）の名を示す。
|    | 旧自治体           | 綴り       | 政庁所在地       | 面積 km2 | 人口  |
| -- | ------------------ | ---------- | ---------------- | -------- | ----- |
| 8  | キティラ           | Κύθηρα     | キティラ (en)    | 279.6    | 3,354 |
| 18 | アンディキティラ ※ | Αντικύθηρα | アンディキティラ | 20.4     | 44    |

- ピレアス県の旧自治体（1999年 - 2010年）
- 旧キティラ市（1999年 - 2010年）
- キティラ市（2011年から）

### 旧自治体（ディモティキ・エノティタ）
カリクラティス改革以前の旧キティラ市にあたるキティラ地区（Δημοτική ενότητα Κυθήρων）は、以下のキノティタ（都市・村落）から構成される。
60を超える村の多くには -ανικα / -anika という語尾がついており、またいくつかには -αδικα / -adika や -αδες / -ades などがついている。これらは、その地域に最初に定着した家門（草分け）の名に由来している。たとえばロゴテティアニカ（Λογοθετιάνικα / Logothetianika）は、ロゴテティス（Λογοθέτις / Logothetis）という姓に由来する。
表中の Δ.δ. は Δημοτικό διαμέρισμα の略であり、カポディストリアス改革による統廃合（1999年1月施行）以前の旧自治体に由来する区画である。[　] 内は人口（2001年国勢調査）を示す。
| - Δ.δ. Κυθήρων キティラ [ 579 ] - τα Κύθηρα キティラ [ 267 ] - ο Κάλαμος カラモス [ 157 ] - το Καψάλι カプサリ [ 71 ] - το Μανιτοχώρι [ 17 ] - το Πούρκο [ 20 ] - το Στραπόδι [ 47 ] - Δ.δ. Αρωνιάδικων アロニアディカ [ 96 ] - τα Αρωνιάδικα アロニアディカ [ 84 ] - οι Πιτσινάδες [ 12 ] - Δ.δ. Καραβά カラヴァス [ 237 ] - ο Καραβάς カラヴァス [ 103 ] - το Βουνό [ 7 ] - το Γερακάρι [ 5 ] - το Κρυονέρι [ 67 ] - το Πετρούνι [ 19 ] - η Πλατιά Άμμος プラティア・アモス [ 25 ] - το Προγκί [ 11 ] - Δ.δ. Καρβουνάδων [ 267 ] - οι Καρβουνάδες [ 102 ] - ο Άγιος Ηλίας [ 33 ] - οι Αλεξανδράδες [ 24 ] - το Κεραμωτό [ 29 ] - τα Πιτσινιάνικα [ 73 ] - τα Σταθιάνικα [ 6 ] - Δ.δ. Κοντολιάνικων コンドリアニカ [ 172 ] - τα Κοντολιάνικα コンドリアニカ [ 37 ] - τα Γουδιάνικα [ 30 ] - τα Τσικαλαριά [ 46 ] - τα Φατσάδικα [ 59 ] - Δ.δ. Λιβαδίου リヴァディ [ 370 ] - το Λιβάδι リヴァディ [ 126 ] - το Άνω Λιβάδι アノ・リヴァディ [ 175 ] - το Κατσούνι [ 26 ] - τα Λουραντιάνικα [ 5 ] - τα Τραβασαριάνικα [ 38 ] | - Δ.δ. Λογοθετιάνικων ロゴテティアニカ [ 122 ] - τα Λογοθετιάνικα ロゴテティアニカ [ 84 ] - τα Κομηνιάνικα [ 3 ] - το Κουσουνάρι [ 22 ] - τα Λιανιάνικα [ 1 ] - τα Περλεγκιάνικα [ 12 ] - Δ.δ. Μητάτων ミタタ [ 188 ] - τα Μητάτα ミタタ [ 102 ] - ο Αβλέμονας アヴレモナス [ 62 ] - η Αγία Μόνη [ 1 ] - τα Βιαράδικα [ 19 ] - η Παλαιόπολη パレオポリ [ 4 ] - Δ.δ. Μυλοποτάμου ミロポタモス [ 99 ] - ο Μυλοπόταμος ミロポタモス [ 49 ] - οι Αραίοι [ 13 ] - η Κάτω Χώρα [ 13 ] - το Πίσω Πηγάδι [ 24 ] - Δ.δ. Μυρτιδίων [ 128 ] - ο Δρυμών [ 68 ] - τα Καλησπεριάνικα [ 36 ] - οι Καλοκαιρινές [ 21 ] - η Μονή Μυρτιδίων [ 3 ] - Δ.δ. Ποταμού ポタモス [ 709 ] - ο Ποταμός ポタモス [ 396 ] - η Αγία Αναστασία [ 8 ] - η Αγία Πελαγία アギア・ペラギア [ 281 ] - ο Κάμπος [ 0 ] - τα Τριφυλλιάνικα [ 24 ] - Δ.δ. Φρατσίων [ 127 ] - τα Φράτσια [ 107 ] - τα Δόκανα [ 20 ] - Δ.δ. Φριλιγκιάνικων フリリギアニカ [ 260 ] - τα Φριλιγκιάνικα フリリギアニカ [ 76 ] - τα Αλοϊζιάνικα [ 50 ] - το Διακόφτι ディアコフティ [ 45 ] - το Δρυμωνάρι [ 13 ] - ο Κάμπος Παλαιόπολης [ 31 ] - τα Καστρισιάνικα [ 45 ] |

## 交通

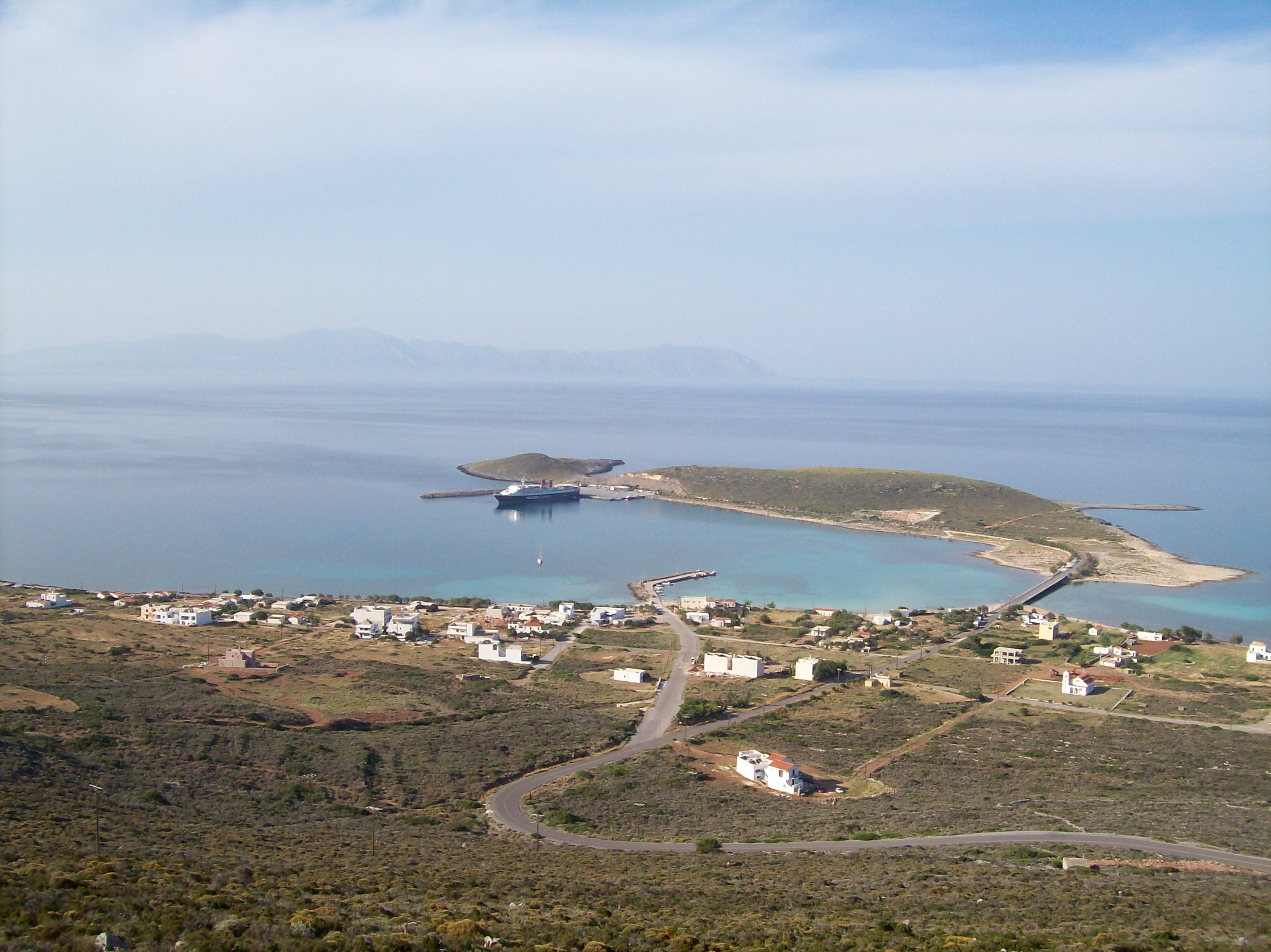
ディアコフティ港

島の交通インフラはかつて貧弱であり、冬季は天候によって輸送が左右された。しかしながら、1990年代からのディアコフティ港の整備と空港拡張により、こうした状況は改善を見せている。

### 港湾
- ディアコフティ港
- アギア・ペラギア港

島の東岸中央部にあるディアコフティ港が島の主要港であり、アテネ（ピレウス）、ペロポネソス半島のカラマタ・ギティオ・ネアポリ、クレタ島、アンティキティラ島などと定期航路で結ばれている。
島は古来海上交易の要衝であったにもかかわらず、近代的港湾の建設は20世紀後半まで遅れた。1933年にはアギア・ペラギアの村で近代的港湾の建設が計画されたが、財政的・政治的な問題から、その完成には数十年を要することとなった。アギア・ペラギアの小さな港は1990年代まで島の主要港としての役割を果たした（現在はフェリー用の港湾から観光・レジャーボート用の港湾に改修されている）。この間、ディアコフティの港を近代的に改修する計画が進められた。ディアコフティは19世紀にイギリス人たちが港として選んだ場所で、ここに近代的で拾い道路を通し、より大きな貨物船・客船を扱うことができるようにしたのである。
アギア・ペラギアの北にあるアギア・パトリキア港は、島の最大の漁港である。アギア・パトリキア港には2つの進水路と、漁船の修理施設がある。

### 空港
- キティラ島国内空港 (Kithira Island National Airport)

島の空港は首邑ホラの8km北、フリリギアニカとディアコフティの中間に位置する。空港は21世紀に入るころに、地元の住民によって出資された資金によって拡張された。オリンピック航空の国内線が利用している。

### 道路
島内の道路の整備は遅れており、舗装されている道は島の半分ほどだけである。
南端の首邑ホラと、北部の最大集落ポタモスの間に新たな道路建設が計画されている。

## 文化・観光

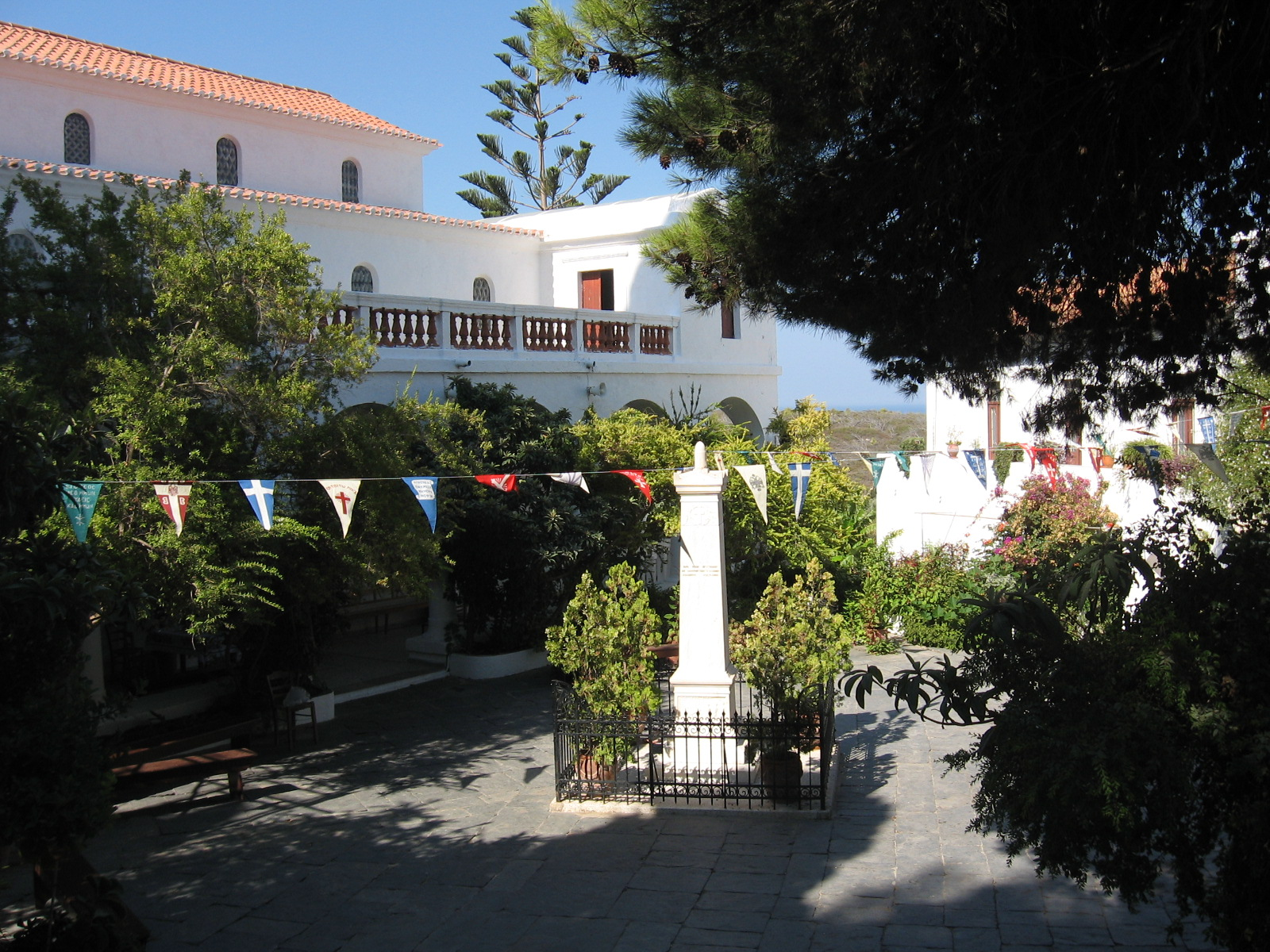
メリディオティサ修道院

古来から多種の民族と文化が行き交った痕跡は、島の建物の建築様式（エーゲ海風とヴェネツィア様式の混合）に現れている。島の伝統や習慣にも、ギリシャ・ヴェネツィア・オスマン帝国・イギリスのものが影響を及ぼしている。
7月と8月には、島の村々では伝統的なダンスが行われ、島の多く人々をひきつける。最も大きなものは、8月15日にパトモスで行われる「パナギア」の祭りと、8月の第1金曜日とその翌日にかけて行われるミタタの「ワイン・フェスティバル」である。

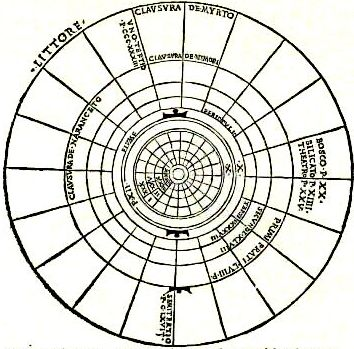
イタリア・ルネサンス期の奇書『ヒュプネロトマキア・ポリフィリ』に登場するヴィーナスが住む島、キュテラ島。外周に動物が住む森、ハーブや果樹のある草原、中心に花や薬草のある秘密の庭をもつ円形の島として描かれている。

### 神話・芸術の中のキティラ島
ギリシア神話において、キュテーラ島（キティラ島）はアプロディーテーゆかりの地である。ヘーシオドスの『神統記』によれば、泡から生まれたアプロディーテーは西風によってまずキュテーラ島に打ち寄せられ、次いでキュプロス島（キプロス島）に行き着いたという。このため、キュテーラ島がアプロディーテーの「故郷」「誕生地」とされることもある。のちに、アプロディーテと同一視されたローマ神話の愛と美の女神ウェヌス（ヴィーナス）とも結び付けられ、この島には「愛の島」「ヴィーナスの島」としてのイメージが与えられた。
17世紀フランスの画家ヴァトーは、「愛の島」のイメージから「シテール島への巡礼（雅やかな宴）」（「シテール島」はキティラ島のフランス語名）を描いた。この絵に触発された作曲家ドビュッシーは1904年に「喜びの島」を作曲している。